# Пушник, Игнац
Игна́ц Пу́шник (нем. Ignaz Puschnik; 5 февраля 1934, Вена — 17 декабря 2020) — австрийский футболист, играл на позиции полузащитника; участник чемпионата мира 1958 года.

## Биография

### Клубная карьера
Пушник всю футбольную карьеру играл за «Капфенберг», в составе которого отыграл больше 10 сезонов. Он играл за эту команду в чемпионате Австрии и в низших дивизионах, выиграв в составе «соколов» Региональную лигу в 1961 и 1963 годах. В этом же клубе в 1967 году он завершил игровую карьеру в возрасте 33 лет.

### Карьера в сборной
В составе сборной Австрии был участником чемпионата мира 1958 года, но на турнире на поле так и не вышел. Всего за сборную Австрии сыграл 6 матчей, в которых не забил ни одного мяча.

### Смерть
Скончался 17 декабря 2020 года в возрасте 86 лет.